# Coniopteryx (Xeroconiopteryx) aegyptiaca
Coniopteryx (Xeroconiopteryx) aegyptiaca is een insect uit de familie van de dwerggaasvliegen (Coniopterygidae), die tot de orde netvleugeligen (Neuroptera) behoort. 
Coniopteryx (Xeroconiopteryx) aegyptiaca is voor het eerst wetenschappelijk beschreven door Withycombe in 1924.